# László Kiss (piłkarz)
László Kiss (ur. 12 marca 1956 w Taszár) – węgierski piłkarz występujący na pozycji napastnika, obecnie trener żeńskiej drużyny piłkarskiej 1. FC Femina Budapeszt. Uczestnik Mundialu 1982.
Kiss zasłynął strzeleniem najszybszego hat tricka w historii Piłkarskich Mistrzostw Świata. Jest też jedynym piłkarzem na mundialu, który zdobył 3 gole po wejściu w ławki rezerwowych. Oba te rekordy ustanowił w meczu z Salwadorem 16 czerwca 1982 wygranym przez Węgrów 10-1. W kolejnych spotkaniach wychodził już w podstawowej jedenastce, lecz więcej bramek już nie zdobył i Węgrzy pożegnali się z mundialem już w fazie grupowej.

## Sukcesy
- Puchar Węgier 1981 z Vasas SC